# Christian Gotthard Hirsch
Christian Gotthard Hirsch (* 20. September 1889 in Breslau; † 1977 in Höchenschwand) war ein deutscher Maler und Künstler.

## Leben
Hirsch stammte aus einer bekannten Breslauer Künstlerfamilie. Nach einer Banklehre begann er das Studium bei Siegfried Haertel in Breslau und an der Berliner Hochschule der Bildenden Künste bei Georg Koch.

## Werk

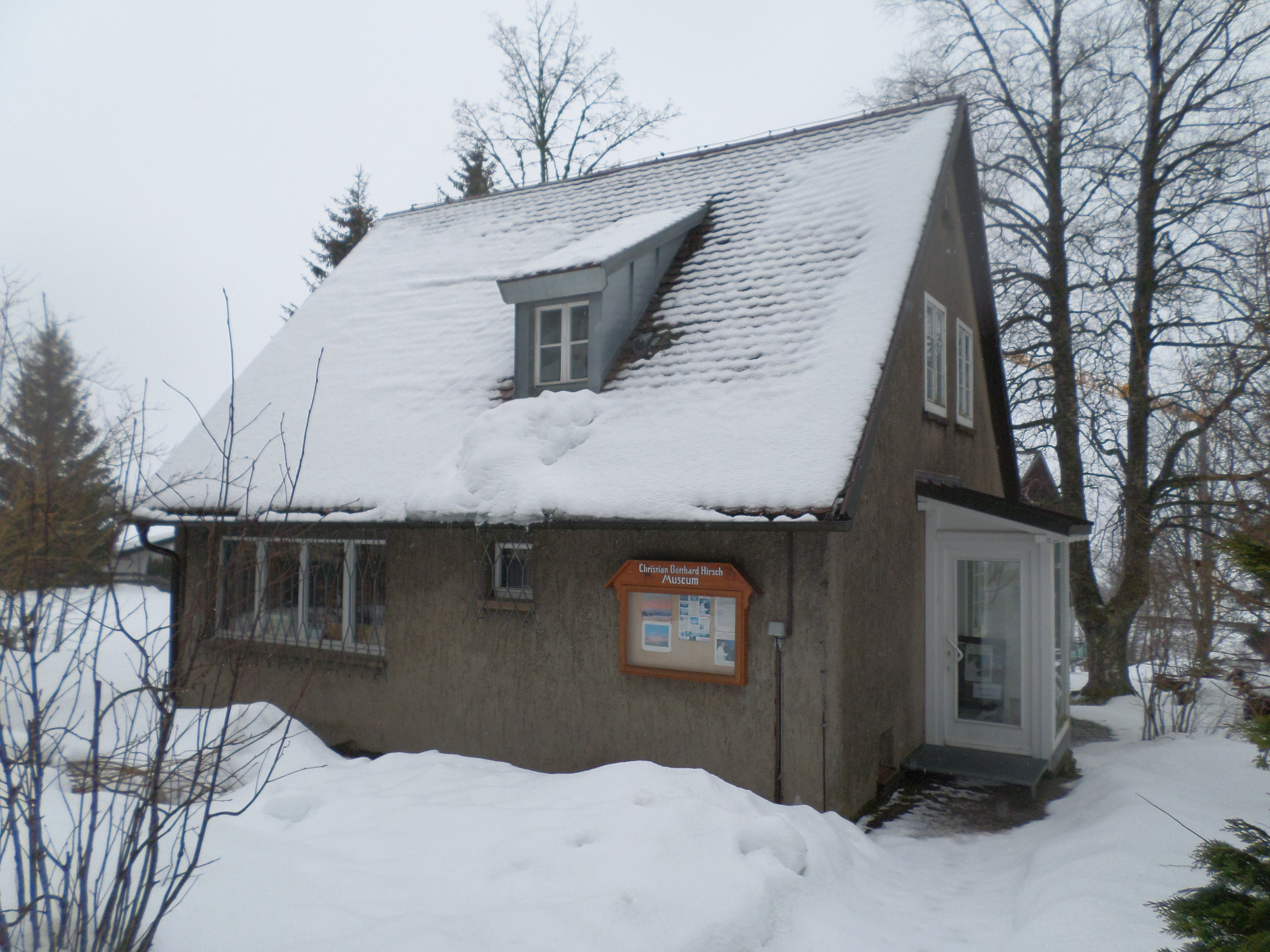
Christian-Gotthard-Hirsch-Museum

In der Zeit des Nationalsozialismus war Hirsch Mitglied der Reichskammer der bildenden Künste. Er gehörte zu den gefragtesten Malern und war u. a. von 1938 bis 1944 mit fünfzehn Gemälden auf allen Großen Deutschen Kunstausstellungen in München vertreten, von denen mehrere Nazi-Führer und nationalsozialistische Dienststellen einige erwarben.
Durch Vertreibung und nach dem Verlust von etwa 150 Bildern aus der Heimat, siedelte er nach Höchenschwand über, wo er seine Arbeit als Landschaftsmaler wieder aufnahm. Hier malte er vor allem die Ausblicke auf die Alpenkette.
Nach dem Tod seiner Witwe Margarethe im Jahr 1987 gingen seine über 200 Werke sowie sein Haus im Haldenweg 6 an die Gemeinde Höchenschwand, die dort ein Kunstmuseum einrichtete.
Die Christian-Gotthard-Hirsch-Straße in Höchenschwand trägt seinen Namen.